# Chancol
Chancol är en ort i Mexiko.   Den ligger i kommunen Cuautitlán de García Barragán och delstaten Jalisco, i den södra delen av landet, 500 km väster om huvudstaden Mexico City. Chancol ligger 1 020 meter över havet och antalet invånare är 261.
Terrängen runt Chancol är kuperad söderut, men norrut är den bergig. Runt Chancol är det glesbefolkat, med 13 invånare per kvadratkilometer. Närmaste större samhälle är Minatitlán, 16,8 km sydost om Chancol. I omgivningarna runt Chancol växer i huvudsak lövfällande lövskog.